# Retaule ceràmic de Sant Bertomeu, Verge dels Dolors i Sant Julià
El retaule ceràmic de Sant Bertomeu, Verge dels Dolors i Sant Julià, a Vilafermosa, a la comarca de l'Alt Millars és un conjunt de tres panells ceràmics rituals, catalogats, de manera genèrica, com Bé Immoble de Rellevància Local segons la Disposició Addicional Cinquena de la Llei 5/2007, de 9 de febrer, de la Generalitat, de modificació de la Llei 4/1998, d'11 de juny, del Patrimoni Cultural Valencià (DOCV Núm. 5.449 / 13/02/2007).

## Descripció
Es tracta d'un conjunt format per tres panells juxtaposats en la façana d'un edifici del carrer Sant Julià s/n a Villafermosa, a uns 2,5 metres d'altura del sòl.
El retaule central ens presenta a la Dolorosa, amb un mantell blau i el simbòlic cor travessat per set punyals, típic del seu advocación, presentant una corona d'espines entre les mans en les quals també porta un blanc mocador. A la dreta es contempla a Sant Bertomeu, que es representa dempeus subjectant amb una cadena un drac al qual domina en situar-se sobre ell subjectant una curta daga amb la mà dreta. Finalment, el retaule de l'esquerra ens presenta a Sant Julià dempeus, amb robes típiques de bisbe, tocat amb mitra i a la seva mà dreta un llibre, i en l'esquerra una ploma, com a fons de la imatge una estada en la qual es pot veure un altar i un bàcul recolzat, el sòl en forma de tauler d'escacs i una finestra al fons de l'estada.
Cadascun dels retaules presenta una orla de color marró amb petits detalls decoratius en un to ocre. Tots els retaules presenten el nom de la advocación que representen en el taulell central de l'última final. El conjunt ho componen 27 peces, 9 per cada retaule, de les quals, les peces centrals són quadrades de 0,2 metres de costat, mentre que les laterals són de forma rectangular apaisada de 0,2 x 0,1 metres. El conjunt té unes dimensions de 0,6 x 1,2 metres. A més presenten, cadascun dels retaules, inscripcions que han de ser dels seus autors, així el retaule de Sant Bertomeu presenta en l'angle inferior dret: “J. Cotanda”; el de la Verge, en angle inferior esquerre: “F. Diago/Castelló”; finalment, el de Sant Julià presenta en el seu angle inferior esquerre: “Cotanda/l'Alcora”.
El conjunt es complementa amb una espècie de motllura a força de taulell blanc que ho embolica i sobre el mateix se situa un frontó triangular amb un fanal de forja al centre.